# Mgławica Fajka
Mgławica Fajka (również LDN 1773) – ciemna mgławica znajdująca się w konstelacji Wężownika. Długość tej mgławicy wynosi około 100 lat świetlnych, co powoduje, że należy do najdłuższych ciemnych mgławic. Mgławica Fajka łączy się z kompleksem ciemnych mgławic zwanym Wielką Szczeliną lub Ciemną Rzeką.

Barnard 59, „ustnik” mgławicy Fajka (ESO)

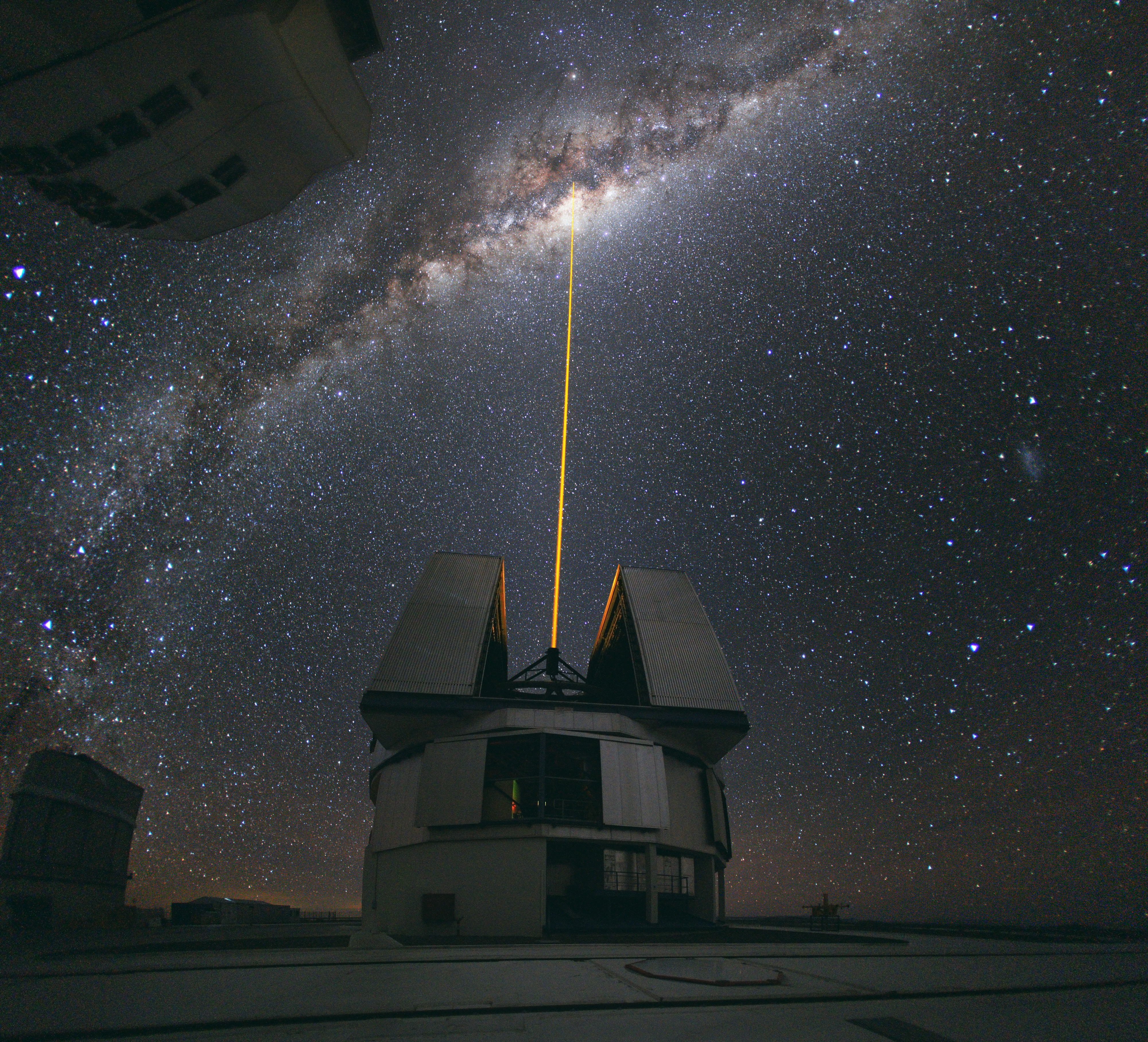
Widok Drogi Mlecznej i Wielkiej Szczeliny z Very Large Telescope ESO w Cerro Paranal w Chile. Wiązka lasera skierowana jest prawie bezpośrednio w kierunku Mgławicy Fajki

Mgławica składa się z mniejszych ciemnych mgławic, skatalogowanych w katalogu Barnarda jako Barnard 59, Barnard 65, Barnard 66, Barnard 67 oraz Barnard 78.